# Нестеров, Сергей Егорович
Сергей Егорович Нестеров (1922 — 1999) — Гвардии подполковник Советской Армии, участник Великой Отечественной войны, Герой Советского Союза (1944).

## Биография
Родился 25 апреля 1922 года в селе Дмыничи (ныне — Монастырщинский район Смоленской области). После окончания семи классов школы работал сначала в колхозе, затем в сельпо. В июле 1941 года Нестеров был призван на службу в Рабоче-крестьянскую Красную Армию. С апреля 1942 года — на фронтах Великой Отечественной войны. В одном из боёв был контужен.
К июлю 1944 года гвардии старший сержант Сергей Нестеров командовал БТР отдельной разведроты 20-й гвардейской механизированной бригады (8-го гвардейского механизированного корпуса, 1-й гвардейской танковой армии, 1-го Украинского фронта). Отличился во время освобождения Львовской области Украинской ССР и Польши. Во второй половине июля 1944 года во время разведки во вражеском тылу в районе села Ксаверувка (ныне — Романовка Шептицкого района Львовской области) разведгруппа во главе с Нестеровым разгромила штаб артиллерийского полка вермахта, уничтожив более 20 солдат и офицеров противника и захватив важные документы. Во время боя у деревни Потужица (ныне — Готорица) Нестеров лично подорвал гранатами немецкий дзот. 29 июля 1944 года Нестеров переправился через Вислу к северу от города Баранув-Сандомерский и принял активное участие в боях за захват и удержание плацдарма на её западном берегу.
Указом Президиума Верховного Совета СССР от 23 сентября 1944 года за «образцовое выполнение заданий командования и проявленные мужество и героизм в боях с немецкими захватчиками» гвардии старший сержант Сергей Нестеров был удостоен высокого звания Героя Советского Союза с вручением ордена Ленина и медали «Золотая Звезда» за номером 5254.
В декабре 1945 года Нестеров окончил Ульяновское танковое училище, в 1947 году — курсы усовершенствования командного состава. В 1967 году в звании подполковника он был уволен в запас. Проживал и работал в Нижнем Новгороде. Скончался 27 июля 1999 года от рака крови (последствия участия в испытаниях первой атомной бомбы в 1949 году), похоронен на нижегородском кладбище «Красная Этна».

## Награды
Был также награждён орденом Отечественной войны 1-й степени и двумя орденами Красной Звезды, рядом медалей.